# Bamse och tjuvstaden
Pour plus de détails, voir Fiche technique et Distribution.
Bamse och tjuvstaden (litt.  « Bamse et la Ville des voleurs ») est un long métrage d'animation suédois réalisé par Christian Ryltenius et sorti en 2014. 

## Fiche technique
- Titre original : Bamse och Tjuvstaden
- Titre international : Bamse and the Thief City
- Réalisation : Christian Ryltenius
- Pays : Suède
- Langue : suédois
- Format : couleur - son Dolby
- Durée : 66 minutes
- Date de sortie :  Suède : 17 janvier 2014

## Distribution (voix)
- Tomas Bolme : narrateur
- Peter Haber : Bamse
- Morgan Alling : Lille Skutt
- Steve Kratz : Skalman
- Magnus Härenstam : Reinard Räv
- Maria Langhammer : Farmor
- Shebly Niavarani : Vargen
- Tea Stjärne : Nalle-Maja
- Leif Andrée : Knocke och Smocke
- Maria Bolme : Brummelisa
- Tomas Tivemark : Buster Pirat
- Edith Enberg-Salibli : Katta-Lo
- Karin Gidfors : Fröken Fiffi
- Susanne Kujala : Farliga Flisan Sork
- Nicklas Lindh : Ola Grävling, Konstapel Kask, Troll
- Rolf Lydahl : Kubbe Vargkusin
- Kim Sulocki : Lilla vargkusinen
- Martin Mighetto : Busifer/konduktören/troll
- Jens Johansson : Slaske Sork/stollen
- Jonas Jansson : Husmusen/Katten Jansson